# Roškotovo divadlo
Roškotovo divadlo v Ústí nad Orlicí bylo postaveno v letech 1935–1936 podle návrhu významného českého architekta Kamila Roškota ve funkcionalistickém stylu. Divadlo se nachází na adrese Husova 1062. Budova divadla je národní kulturní památkou.

## Divadlo a jeho architekt

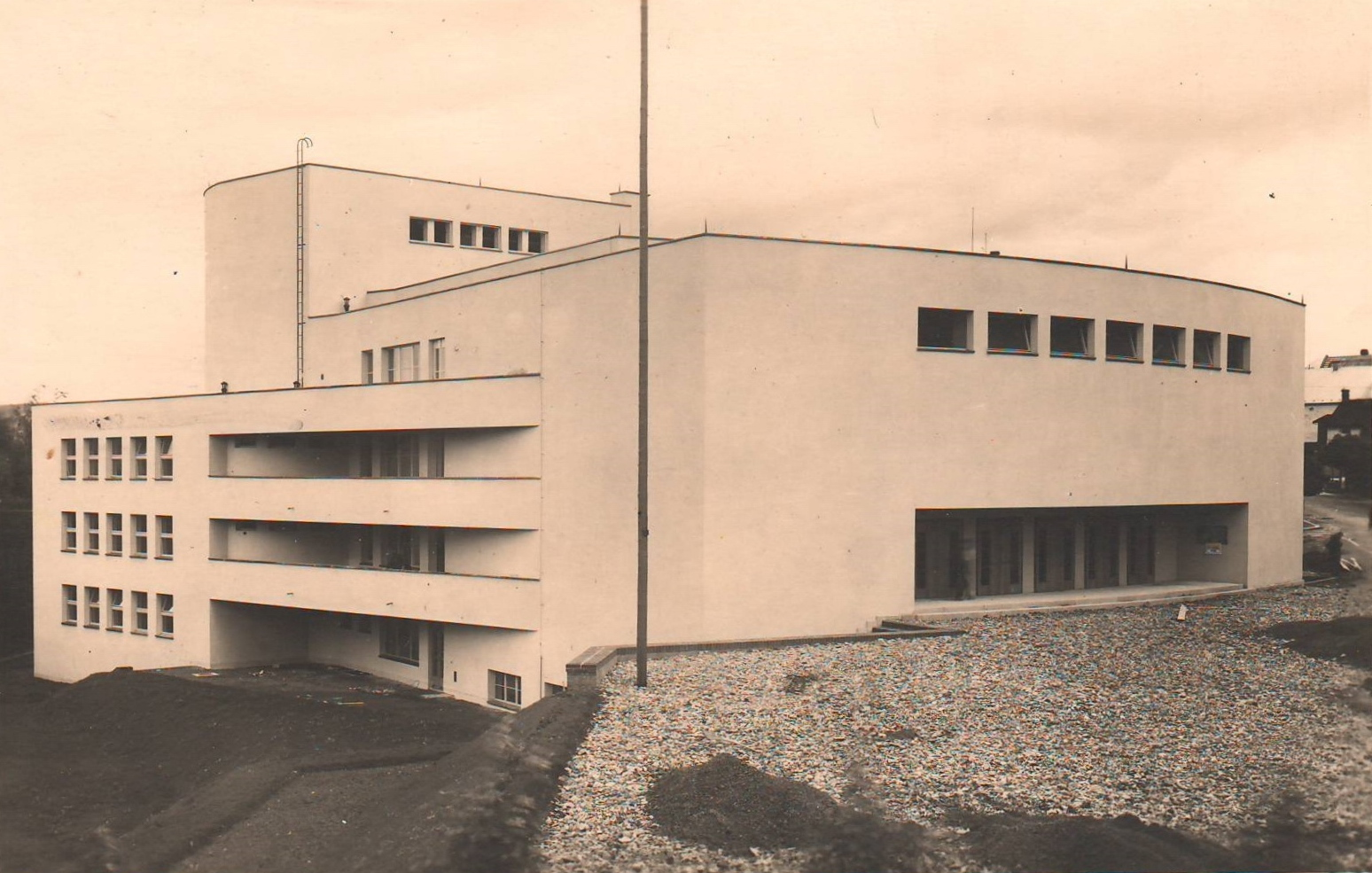
Roškotovo divadlo, dobová pohlednice, před rokem 1940.

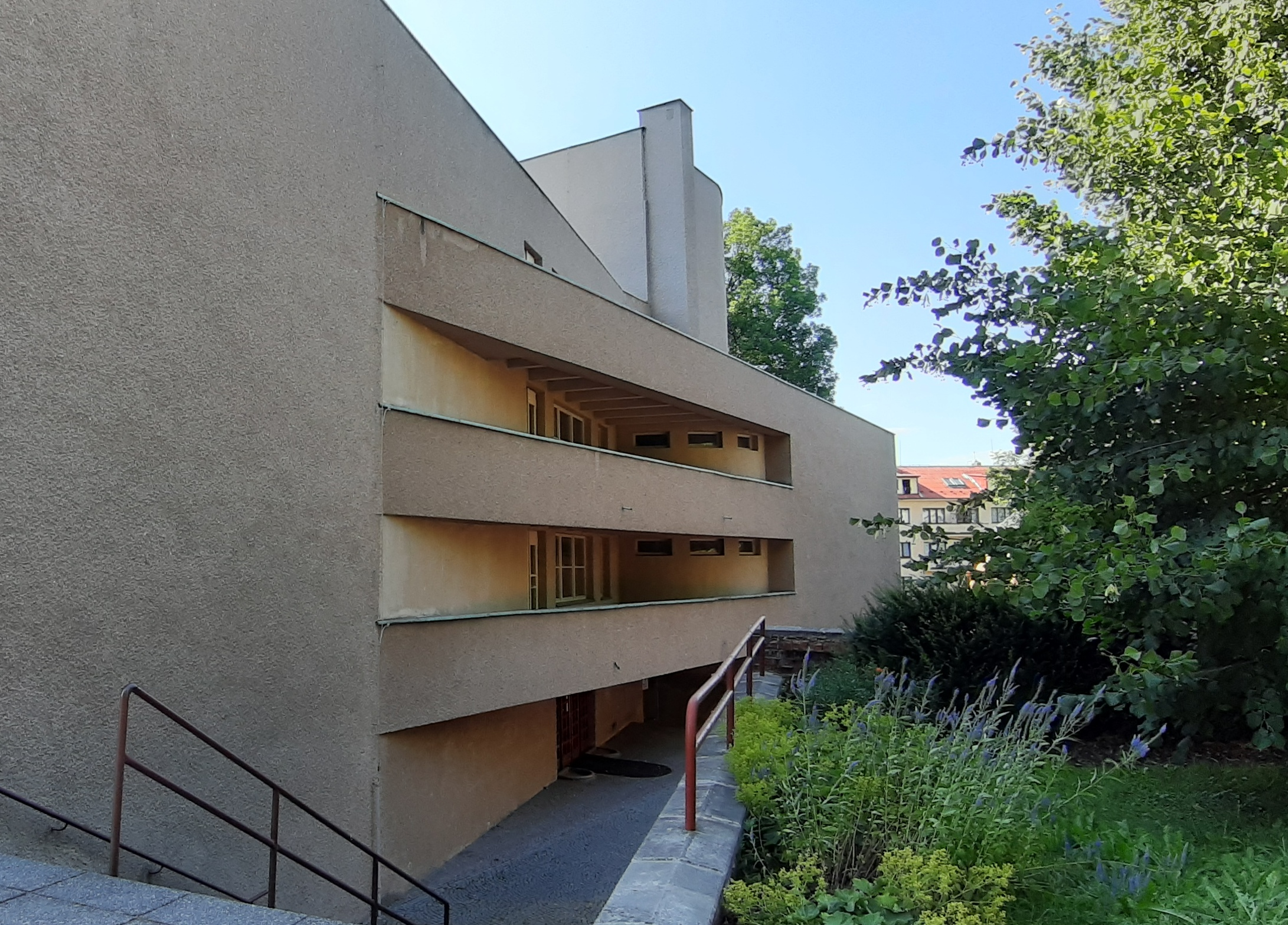
Roškotovo divadlo, pohled z východu

Jeden z nejinvenčnějších českých architektů Kamil Roškot, který je v Evropě nazýván „českým Le Corbusierem“, proslul svými velkorysými projekty monumentálních budov, divadel, výstavních pavilonů, vodních děl i hrobek. Geniálním dílem je divadelní budova v Ústí nad Orlicí. Nevelká stavba, sestavená z elementárních geometrických těles, vyniká dokonalými proporcemi a důmyslně vyřešeným provozem. Klínovitý kubus hlediště zakončuje převýšená hmota provaziště na podkovovitém půdorysu. Do této hmoty proniká hranolovitá nižší hmota zázemí divadla s horizontálními pásy lodžií po stranách. Hlavní vstup do objektu, zakomponovaného do mírně svažitého terénu, je zapuštěn v nice konvexní fasády. Základní princip řešení si Roškot vyzkoušel už dříve na studiích první varianty divadla Imperial pro průmyslový komplex Škodových závodů v Teheránu z roku 1933. V Ústí nad Orlicí se mu pak podařilo navrhnout stavbu sice nevelkou, přesto s monumentálním účinem. Stavba je zmiňována v odborné literatuře a byla nominována v soutěži „Deset století architektury“ v kategorii stavba 20. století.

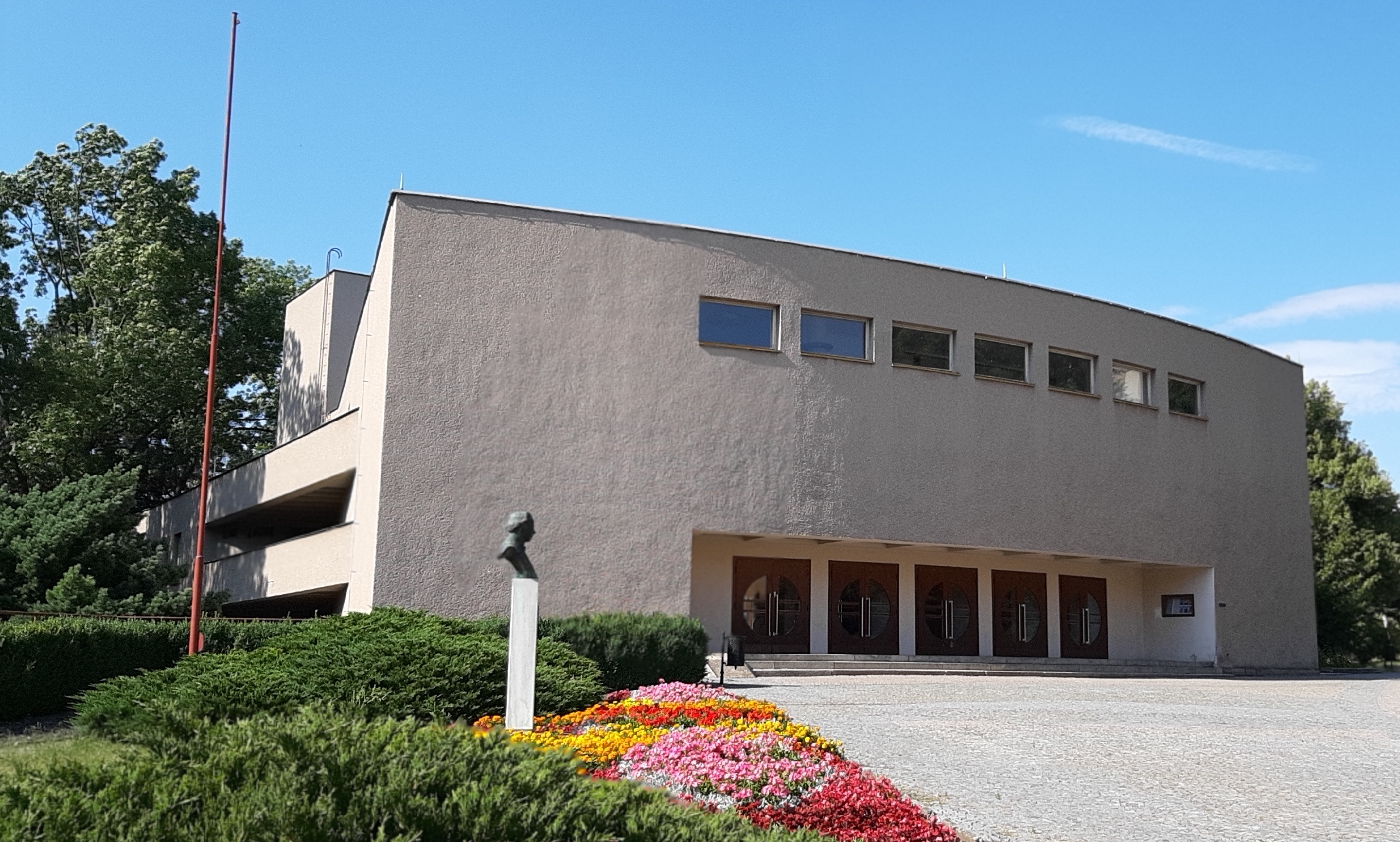
Roškotovo divadlo, pohled z jihu

## Historie

### Historie vzniku divadla
Také v Ústí nad Orlicí se vedle tradičního zpěvu a hudby začalo kolem roku 1836 hrát divadlo. Začátky mělo hodně skromné. Hrálo se v domě lékárníka Jana Andrese, v Dolní hospodě, na novém jevišti hotelu Friml a postupně zrálo přání hrát jednou ve vlastní divadelní budově. Na uskutečnění této vize začali ochotničtí nadšenci systematicky pracovat.
V roce 1896 založili ochotnický spolek Vicena, který v červnu 1919 inicioval vznik Družstva pro postavení divadelní budovy. Jeho prvořadým úkolem bylo shromažďování finančních prostředků. O deset let později, poté, co byl vybrán pozemek u budovy soudu, který družstvo dostalo darem, začala jednání o vypsání soutěže na plány divadelní budovy. V této záležitosti byl požádán o spolupráci prof. Josef Cibulka, významný historik umění, vědec evropského formátu a navíc, ústecký rodák. Právě on doporučil vypsat soutěž mezi místním stavitelem Jaroslavem Radechovským a pražským architektem Kamilem Roškotem. Proč padlo jméno právě tohoto člověka? Cibulka často působil na Pražském hradě, kde se setkal při úpravě hrobky českých králů v kryptě katedrály sv. Víta právě s Kamilem Roškotem, žákem profesora Jana Kotěry. I přes jednoznačné vyjádření odborné poroty (architekti Josef Gočár, Antonín Ausobský a teoretik Zdeněk Wirth) ve prospěch návrhu pražského architekta následovala ještě řada složitých jednání. Nakonec Roškotův návrh přepracovaný po dlouhých diskusích družstvo 4. listopadu 1934 schválilo. Základní kámen byl položen 5. července 1935 a slavnostní otevření divadla pak proběhlo 26. září 1936. Stalo se tak v rámci oslav 100. výročí ochotnického divadla v Ústí nad Orlicí a 40. výročí založení divadelního spolku Vicena. Součástí oslav bylo uvedení opery Tajemství od Bedřicha Smetany.

### Rekonstrukce na přelomu 70. a 80. let

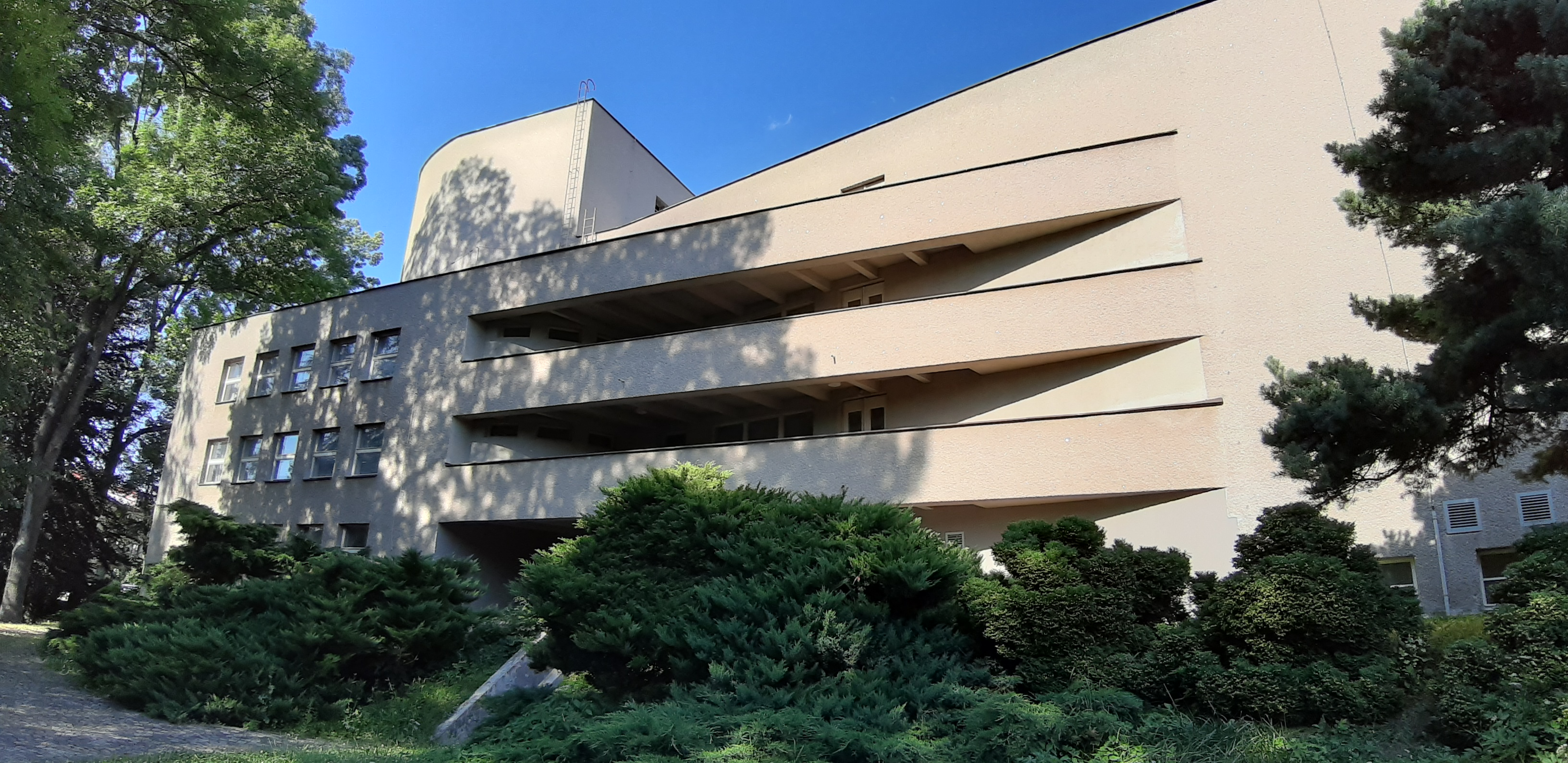
Roškotovo divadlo, pohled ze západu

První fáze rekonstrukce divadla proběhla v roce 1978 po zjištění, že divadlo nevyhovuje protipožárním předpisům. V první etapě v létě 1978 byla provedena kompletní rekonstrukce elektroinstalace a díky tomu mohly v přízemí nově vzniknout kabiny pro osvětlovací a zvukovou režii, v patře se rozšířila technická místnost. Byla vyměněna sedadla v hledišti. Dále byla instalována nová osvětlovací tělesa ve vestibulu, na schodištích a na zadní stěně balkonu, jejichž autorem je akademický sochař Alexius Appl, rodák z Ústí nad Orlicí. V přízemí u šaten byla umístěna plastika Múzy od akademického sochaře Michala Tomšeje. Při těchto změnách však nedošlo k žádným přestavbám nebo přístavbám, které by objekt zásadně narušily.
Další fáze probíhala od října 1981 do dubna 1982, kdy došlo ke kompletní modernizaci jeviště, od léta 1982 do září 1983 byly ještě opraveny vnější omítky a v roce 1984 střecha.

### Úpravy okolí
V roce 1983, který byl Rokem českého divadla, probíhaly v Ústí nad Orlicí také oslavy 100. výročí narození houslového virtuóza Jaroslava Kociana. Při této příležitosti byla v parčíku před divadlem odhalena Kocianova busta, dílo akademického sochaře Václava Kyselky. Ve městě se každoročně pořádá Kocianova houslová soutěž.

### Divadlo po roce 1989
Po roce 1989 převzalo péči o divadlo město Ústí nad Orlicí, pověřeným správcem je Klubcentrum. Od roku 1993 nese budova jméno svého projektanta – Roškotovo divadlo. I v novém století prochází výbava divadelní budovy modernizací – inovace se dočkala zvuková technika, podařilo se provést kompletní výměnu ovládacího pultu v osvětlovací kabině tak, aby odpovídal současné technické úrovni. V roce 2015 se návštěvníci dočkali nových pohodlných sedaček, vyměněna byla podlahová krytina a sál byl nově vymalován.

## Současné využití divadla
Divadelní sál je rovněž využíván pro digitální 3D kino Máj.

## Památková ochrana
V roce 1979 bylo Městské divadlo v Ústí nad Orlicí prohlášeno za kulturní památku Československé republiky a podle Nařízení vlády 69/2017 má s účinností od 1. července 2017 status Národní kulturní památky.